# Cytaea trispinifera
Cytaea trispinifera là một loài nhện trong họ Salticidae.
Loài này thuộc chi Cytaea. Cytaea trispinifera được Brian John Marples miêu tả năm 1955.